# Laguna de Términos
A Laguna de Términos é uma lagoa localizada na costa do Golfo do México, especificamente na Baía de Campeche, no litoral de estado mexicano de Campeche, ao sudoeste da Península de Yucatán.
O nome de Laguna de Términos se deve porque os espanhóis que descobriram a Isla del Carmen em 1518, acreditavam que a lagoa que separa o que veio a ser então a a Península de Yucatán de terra firme. A lagoa está alimentada por rios que contribuem para a existência de um importante e rico ecossistema tropical.
Vizinha da reserva da Biósfera Pantanos do município de Centla, forma parte da maior bacia hidrográfica do país. Se trata de um extenso pantanal onde a água é filtro dos pântanos. Mede 70 km de comprimento e 40 Km de largura.
No interior da lagoa existem grandes florestas de mangues, que constituem uma barreira eficaz contra as inundações, e reduzir o impacto dos eventos meteorológicos como furacões e tempestades tropicais. Além disso, os manguezais servem como reservatório de espécies, como crustáceos e peixes, e é um local adequado para nidificação de aves e répteis.
Foi declarada uma área de flora e fauna protegida em 6 de junho de 1994 e tem uma área de 705,016 hectares, tornando-se uma das maiores áreas protegidas no México. Em 2 de fevereiro de 2004, esta área se juntou a lista dos "sítios Ramsar" a Convenção sobre as Zonas Húmidas.
Na lagoa desaguam rios como o Chumpán e o Candelária, entre outros, e lagos como Pom, Atasta, del Corte, San Carlos, del Este, de Balchacah e de Palau. Em suas águas é feita a pesca de camarão, robalo, douradas, cação, ostras e tartarugas. Tem uma significativa presença de golfinhos.